# Лебанон (Південна Дакота)
Лебанон (англ. Lebanon) — місто (англ. town) в США, в окрузі Поттер штату Південна Дакота. Населення — 33 особи (2020).

## Географія
Лебанон розташований за координатами 45°4′8″ пн. ш. 99°45′59″ зх. д. / 45.06889° пн. ш. 99.76639° зх. д. (45.068784, -99.766380).  За даними Бюро перепису населення США в 2010 році місто мало площу 1,37 км², уся площа — суходіл.

## Демографія
Згідно з переписом 2010 року, у місті мешкало 47 осіб у 23 домогосподарствах у складі 11 родини. Густота населення становила 34 особи/км².  Було 40 помешкань (29/км²).
Расовий склад населення:
| - 91,5 % — білих - 4,3 % — корінних американців |

До двох чи більше рас належало 4,3 %. Частка іспаномовних становила 0,0 % від усіх жителів.
За віковим діапазоном населення розподілялося таким чином: 19,1 % — особи молодші 18 років, 61,8 % — особи у віці 18—64 років, 19,1 % — особи у віці 65 років та старші. Медіана віку мешканця становила 49,5 року. На 100 осіб жіночої статі у місті припадало 123,8 чоловіків;  на 100 жінок у віці від 18 років та старших — 100,0 чоловіків також старших 18 років.
Цивільне працевлаштоване населення становило 15 осіб. Основні галузі зайнятості: освіта, охорона здоров'я та соціальна допомога — 33,3 %, мистецтво, розваги та відпочинок — 26,7 %, транспорт — 13,3 %, роздрібна торгівля — 13,3 %.